# Monumento a Schiller
Il monumento a Schiller, nel quartiere Mitte di Berlino, si trova in una posizione centrale su Gendarmenmarkt, di fronte alla rampa di scale dell'ex Teatro reale, l'odierna Konzerthaus Berlin. Il gruppo scultoreo in onore del poeta Friedrich Schiller venne realizzato da Reinhold Begas, un esponente di spicco della scuola di scultura berlinese del XIX secolo. Fu inaugurato nel 1871, e tra il 1936 e il 1984 fu smantellato. È stato designato edificio storico da quando è stato reinstallato nel 1988. Un calco in bronzo della figura commemorativa si trova nel quartiere di Wedding nello Schillerpark intitolato a Schiller dal 1942.

## Storia
In tutta la Germania ci furono celebrazioni per il centesimo dalla nascita di Schiller (1759-1805) il 10 novembre 1859. Tuttavia, undici anni dopo la rivoluzione del 1848, il capo della polizia di Berlino, Constantin von Zedlitz-Neukirch, vietò una parata di strada per paura di disordini. D'altra parte, il principe reggente Guglielmo (il "Principe della mitraglia " dal 1848 e poi il Kaiser Guglielmo I) stanziò la somma di 10.000 talleri per l'edificazione di un monumento a Schiller. Anche il magistrato di Berlino stanziò 10.000 talleri e una sottoscrizione tra la popolazione ne fruttò altri 12.680.
Dall'inizio degli anni '60 dell'Ottocento, il consiglio comunale si occupò della questione di come si potesse onorare il poeta. I tre poeti tedeschi più famosi, Goethe, Schiller e Lessing, dovevano essere onorati ciascuno con un monumento.
Venne così fondato un comitato Schiller.
Il giorno dell'anniversario di Schiller si svolse la posa cerimoniale della prima pietra del monumento davanti al teatro ma al momento non era ancora disponibile una bozza. Solo nel 1861 il magistrato di Berlino indisse un concorso a cui parteciparono 25 artisti. Una giuria accademica, tra cui Adolf Menzel, valutò le proposte individualmente e in modo completo. Il completamento e la cerimonia di inaugurazione del monumento erano previsti per l'aprile del 1869, 110º anniversario della nascita del poeta.
La decisione finale fu presa all'inizio del 1864 con l'assegnazione dell'incarico a Reinhold Begas contro il suo concorrente più forte, Rudolf Siemering. A Berlino, questo fu un primo segno significativo del passaggio dagli stili tardo classicisti che seguivano Christian Daniel Rauch allo stile neobarocco, che può essere notato, in particolare, nelle figure femminili allegoriche di Begas. Begas dovette modificare leggermente il progetto del monumento su richiesta del comitato dei monumenti, ma fu la prima grande commissione della carriera. Successivamente, ricevette commissioni per numerose sculture monumentali. Negli anni 1864-1866 lasciò Stülerstrasse per i lavori al monumento a Schiller  e allestì un moderno studio simile a una sala nel quartiere Tiergarten di Berlino. La prevista inaugurazione fu ritardata dalla guerra franco-prussiana del 1870/1871 ed ebbe luogo il 10 novembre 1871, ovvero nel 112º anniversario della nascita di Schiller.
Le celebrazioni di Schiller e le relative mozioni di un'associazione distrettuale di Friedrich-Wilhelmstadt portarono alla decisione del consiglio comunale di designare l'area del Gendarmenmarkt, tra Jägerstrasse e Taubenstrasse, come "Schillerplatz". Nel marzo 1889 si decise di ridisegnare il traffico e i giardini in seguito all'erezione del monumento e di illuminare Schillerplatz.
Presto ci furono critiche, da parte di berlinesi e visitatori, secondo ile quali la “conservazione dei monumenti dalla città lasciava molto a desiderare. In particolare, il memoriale a Schiller che sembrava essere stato trascurato.“ Quindi, con stanziamento di circa 155.000 marchi vennero eseguiti ulteriori interventi di abbellimento della piazza (compresa la costruzione di due grandi fontane) e di pulitura del monumento che si protrassero fino al 1895.
Il nome Schillerplatz fu eliminato nel 1936 dopo che il monumento era stato rimosso e furono eseguiti ampi lavori di ristrutturazione dell'area.

## Descrizione del monumento

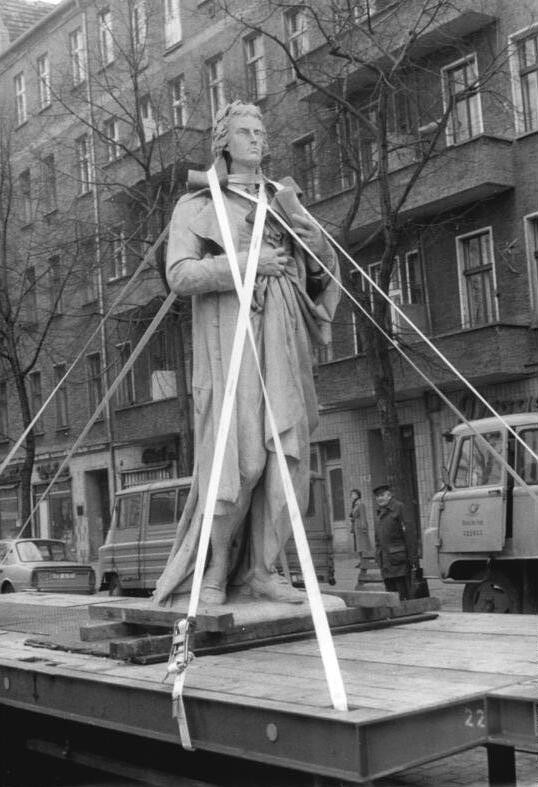
Trasporto della statua di Schiller a Berlino Est, 1986

La statua del poeta, realizzata in marmo bianco, si ergeva al centro di quattro fontane semicircolari su un piedistallo a forma di cubo. Questo a sua volta era posto su una piattaforma rialzata esagonale, a cui conducevano cinque gradini su tutti i lati.
La figura del poeta mostrava un giovane coronato d'alloro in una postura sicura di sé. Il modello per la testa della statua fu il busto di Schiller del 1794 dello scultore Johann Heinrich Dannecker, amico del poeta. La base del monumento era decorata con fontane e teste di leone a forma di doccioni, da cui sgorgavano sottili getti d'acqua all'inaugurazione pubblica del monumento. Nel 1902 il consiglio comunale rimise in funzione la fontana.
Sul bordo delle vasche c'erano quattro figure allegoriche, a simboleggiare le principali aree creative del poeta: a sinistra, la poesia lirica con un'arpa a collo di cigno; in primo piano a destra la tragedia, originariamente con gli attributi di pugnale e maschera, ma oggi rimane solo la maschera; la filosofia a sinistra, con in mano un cartiglio con il testo greco antico “Conosci te stesso”; in fondo a destra la storia, con i nomi di Lessing, Kant, Goethe e altri personaggi famosi scritti accanto a quello di Schiller. Oltre alle iscrizioni riferite a Schiller, il piedistallo recava due piccoli bassorilievi; mostravano Schiller che riceve una lira dalle muse e viene presentato ai grandi poeti dei tempi passati.

## Ulteriore storia del monumento
Durante l'era nazista, il Gendarmenmarkt fu trasformato in una piazza d'armi e il monumento a Schiller doveva essere ricostruito nello Schillerpark. Tuttavia, cadde durante lo smantellamento e venne gravemente danneggiato. Un articolo di giornale dell'epoca disse: "In particolare, dopo un esame dettagliato. Il danno si è rivelato così grave che non sono più possibili riparazioni permanenti e durature. Soprattutto, la piastra di base è rotta e il mantello danneggiato, per cui la statica non è più corretta". Il progetto per una nuova installazione nello Schillerpark dovette essere abbandonato e i pezzi furono temporaneamente immagazzinati in un capannone a Treptow. Secondo un progetto la figura doveva essere fusa in bronzo. La copia in bronzo fu fusa nel 1941 dal materiale della fontana Rathenau rimossa ed eretta nella parte meridionale dello Schillerpark nel quartiere Wedding dell'odierno distretto Mitte. Il monumento a Emil e Walther Rathenau, che si trovava nel parco di Rehberge dal 1930, fu rimosso dalla sua posizione dai nazionalsocialisti nel 1934 per ragioni "ideologiche" e fuso nel 1941.
L'originale in marmo restaurato della statua di Schiller, senza piedistallo, scale e senza base della fontana, si trovava nel Parco Lietzensee dal 1951, ovvero nei settori occidentali della città divisa dopo la seconda guerra mondiale. Le figure allegoriche gravemente danneggiate del monumento furono temporaneamente conservate nello zoo di Friedrichsfelde a Berlino Est. Un accordo Est-Ovest sullo scambio culturale del 6 maggio 1986 fu il prerequisito per riunire tutte le singole parti conservate a Berlino Est. Nel dicembre 1988, il memoriale in parte ricostruito e in parte restaurato è stato rimontato nella sua posizione originale sul Gendarmenmarkt. Tuttavia, la funzione della fontana non è stata ripristinata.
Quando il Gendarmenmarkt è stato "completamente rinnovato", nell'autunno del 2006, si è reso inevitabile un restauro completo del monumento a Schiller. L'intero insieme è stato ripulito, con la rimozione di piccoli difetti e la sigillatura di alcune giunture. La cancellata decorativa in ghisa è stata ripulita dalla ruggine e riverniciata.